# 鄒平市
鄒平市（すうへい-し）は中華人民共和国山東省浜州市に位置する県級市。

## 歴史
漢代に鄒平県が設置される。2018年7月、県級市の鄒平市となった.

## 行政区画
- 街道：黛渓街道、黄山街道、高新街道、好生街道、西董街道
- 鎮：長山鎮、魏橋鎮、臨池鎮、焦橋鎮、韓店鎮、孫鎮鎮、九戸鎮、青陽鎮、明集鎮、台子鎮、碼頭鎮

## 出身者
- 張季鸞 - ジャーナリスト
- 李玉 - 映画監督